# Elecciones provinciales de Mendoza de 2015
Las elecciones generales de la provincia de Mendoza de 2015 tuvieron lugar el domingo 21 de junio del mencionado año con el objetivo de elegir, en fórmula única, al Gobernador y al Vicegobernador, así como renovar 24 de los 48 escaños de la Cámara de Diputados y 19 de las 38 bancas del Senado Provincial, componiendo los poderes ejecutivo y legislativo de la provincia para el período 2015-2019. Se renovaron asimismo las intendencias y Concejos Deliberantes de la mayoría de los municipios. Fueron las vigésimo sextas elecciones provinciales mendocinas desde la instauración del sufragio secreto en el país, así como las novenas desde la recuperación de la democracia.
Para estas elecciones se empleó por primera vez el sistema de elecciones Primarias, Abiertas, Simultáneas y Obligatorias o PASO, instaladas en Argentina en 2009 para cargos nacionales. Las listas que en ella superaran el 3% de los votos positivos podrían competir en las elecciones generales. Asimismo, las listas podrían realizar o no internas abiertas entre sus candidatos. En la elección mendocina, solo tres listas superaron la barrera para acceder a la elección general: el oficialista Frente para la Victoria (FpV), el Frente Cambia Mendoza (FCM), que aglutinaba a la mayoría de las fuerzas opositoras al gobierno provincial y nacional, y el Frente de Izquierda y de los Trabajadores (FIT). El candidato del FpV fue Adolfo Bermejo, del Partido Justicialista (PJ); el del FCM fue Alfredo Cornejo, de la Unión Cívica Radical (UCR); y la del FIT fue Noelia Barbeito, del Partido de los Trabajadores Socialistas (PTS). Hubo otras tres fórmulas gubernativas, que quedaron descartadas por no superar la barrera proscriptiva. Fue la primera elección provincial en la cual el Partido Demócrata (PD) no presentó candidato a gobernador, lo cual se debió a que integraba el Frente Cambia Mendoza, apoyando la candidatura de Cornejo.
En última instancia, Cornejo obtuvo una holgada victoria con el 48.38% de los votos contra el 41.02% de Bermejo. Barbeito superó ampliamente las expectativas con el 10.60% de los votos, un repunte de casi nueve puntos con respecto al 1.64% que había logrado Nicolás del Caño en 2011 como candidato de la misma fuerza. En el plano legislativo, el Frente Cambia Mendoza obtuvo 12 bancas en la Cámara de Diputados y 10 en el Senado, logrando la mayoría absoluta en ambas cámaras. El Frente para la Victoria obtuvo 11 diputados y 8 senadores, mientras que el FIT obtuvo el diputado y el senador restantes. La participación fue del 79.41% del electorado registrado.

## Renovación legislativa
| Sección Electoral | Cámara de Diputados | Cámara de Diputados | Cámara de Senadores | Cámara de Senadores |
| Sección Electoral | Diputados           | A renovar           | Senadores           | A renovar           |
| ----------------- | ------------------- | ------------------- | ------------------- | ------------------- |
| 1                 | 16                  | 8                   | 12                  | 6                   |
| 2                 | 12                  | 6                   | 10                  | 5                   |
| 3                 | 10                  | 5                   | 8                   | 4                   |
| 4                 | 10                  | 5                   | 8                   | 4                   |
| Total             | 48                  | 24                  | 38                  | 19                  |

## Resultados

### Primarias
|  | 47.58 % |

|  | 62.48 % |

|  | 42.46 % |

|  | 27.71 % |

|  | 9.81 % |

|  | 7.47 % |

|  | 1.12 % |

|  | 0.76 % |

|  | 0.62 % |

|  | 91.19 % |

|  | 6.91 % |

|  | 1.90 % |

|  | 100.00 % |

|  | 77.68 % |

### Gobernador y vicegobernador
|  | 48.38 % |

|  | 41.02 % |

|  | 10.60 % |

|  | 95.77 % |

|  | 2.90 % |

|  | 1.33 % |

|  | 100.00 % |

|  | 79.41 % |

### Cámara de Diputados
| ← 2013 · Cámara de Diputados · 2017 → | ← 2013 · Cámara de Diputados · 2017 →     | ← 2013 · Cámara de Diputados · 2017 → | ← 2013 · Cámara de Diputados · 2017 → | ← 2013 · Cámara de Diputados · 2017 → |
| Partido/Alianza                       | Partido/Alianza                           | Votos                                 | %                                     | Bancas                                |
| ------------------------------------- | ----------------------------------------- | ------------------------------------- | ------------------------------------- | ------------------------------------- |
|                                       | Frente Cambia Mendoza                     | 488.525                               | 48,13                                 | 12/24                                 |
|                                       | Frente para la Victoria                   | 413.894                               | 40,77                                 | 11/24                                 |
|                                       | Frente de Izquierda y de los Trabajadores | 112.625                               | 11,10                                 | 1/24                                  |
|                                       | Partido Demócrata                         | 27                                    | 0,00                                  |                                       |
| Votos positivos                       | Votos positivos                           | 1.015.071                             | 94,48                                 |                                       |
| Votos en blanco                       | Votos en blanco                           | 45.362                                | 4,22                                  |                                       |
| Votos nulos                           | Votos nulos                               | 13.958                                | 1,30                                  |                                       |
| Participación                         | Participación                             | 1.074.391                             | 79,41                                 |                                       |
| Electores registrados                 | Electores registrados                     | 1.352.973                             | 100                                   |                                       |
| Fuentes:                              |                                           |                                       |                                       |                                       |

#### Resultados por secciones electorales

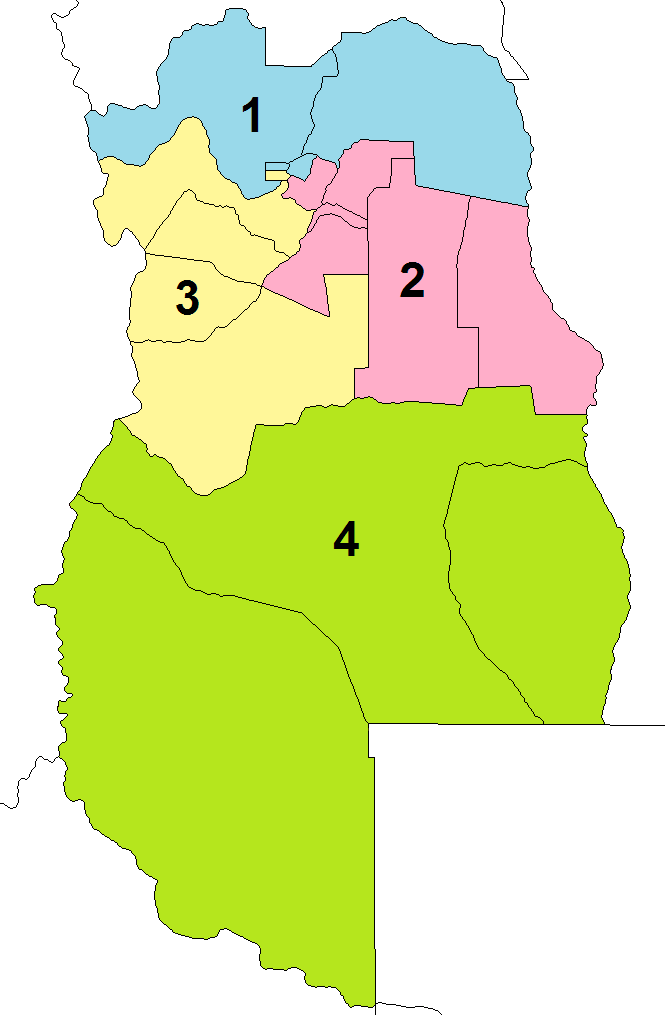
Secciones electorales de Mendoza:
1ª Sección
2ª Sección
3ª Sección
4ª Sección

| 1ª Sección Electoral 8 Diputados | 1ª Sección Electoral 8 Diputados          | 1ª Sección Electoral 8 Diputados | 1ª Sección Electoral 8 Diputados | 1ª Sección Electoral 8 Diputados | 1ª Sección Electoral 8 Diputados                                     |
| Partido/Alianza                  | Partido/Alianza                           | Votos                            | %                                | Bancas                           | Electos                                                              |
| -------------------------------- | ----------------------------------------- | -------------------------------- | -------------------------------- | -------------------------------- | -------------------------------------------------------------------- |
|                                  | Frente Cambia Mendoza                     | 180.369                          | 46,47                            | 4/8                              | - Jorge Albarracín - Analía Jaime - Pablo Priore - Guillermo Pereyra |
|                                  | Frente para la Victoria                   | 138.405                          | 35,66                            | 3/8                              | - Mario Rodolfo Díaz - Lucas Ilardo Suriani - Carina Segovia         |
|                                  | Frente de Izquierda y de los Trabajadores | 50.799                           | 13,09                            | 1/8                              | - María Macarena Escudero                                            |
| Votos positivos                  | Votos positivos                           | 369.573                          | 95,21                            |                                  |                                                                      |
| Votos en blanco                  | Votos en blanco                           | 13.173                           | 3,39                             |                                  |                                                                      |
| Votos nulos                      | Votos nulos                               | 5.407                            | 1,40                             |                                  |                                                                      |
| Participación                    | Participación                             | 388.153                          | 77,78                            |                                  |                                                                      |
| Electores registrados            | Electores registrados                     | 498.467                          | 100                              |                                  |                                                                      |
| 2ª Sección Electoral 6 Diputados |                                           |                                  |                                  |                                  |                                                                      |
| Partido/Alianza                  | Partido/Alianza                           | Votos                            | %                                | Bancas                           | Electos                                                              |
|                                  | Frente para la Victoria                   | 118.177                          | 45,37                            | 3/6                              | - Jorge Tanus - Carlos Bianchinelli - Lidia Alejandra Ruiz           |
|                                  | Frente Cambia Mendoza                     | 101.188                          | 38,85                            | 3/6                              | - Ricardo Mansur - Stella Maris Ruiz - Marcos Niven                  |
|                                  | Frente de Izquierda y de los Trabajadores | 25.091                           | 9,63                             |                                  |                                                                      |
| Votos positivos                  | Votos positivos                           | 244.456                          | 93,85                            |                                  |                                                                      |
| Votos en blanco                  | Votos en blanco                           | 12.910                           | 4,90                             |                                  |                                                                      |
| Votos nulos                      | Votos nulos                               | 3.118                            | 1,25                             |                                  |                                                                      |
| Participación                    | Participación                             | 260.484                          | 81,68                            |                                  |                                                                      |
| Electores registrados            | Electores registrados                     | 318.910                          | 100                              |                                  |                                                                      |
| 3ª Sección Electoral 5 Diputados |                                           |                                  |                                  |                                  |                                                                      |
| Partido/Alianza                  | Partido/Alianza                           | Votos                            | %                                | Bancas                           | Electos                                                              |
|                                  | Frente Cambia Mendoza                     | 140.085                          | 52,36                            | 3/5                              | - César Biffi - Mabel Guerra - Emiliano Campos                       |
|                                  | Frente para la Victoria                   | 83.901                           | 31,36                            | 2/5                              | - Omar Parisi - Daniel Rueda                                         |
|                                  | Frente de Izquierda y de los Trabajadores | 29.002                           | 10,84                            |                                  |                                                                      |
|                                  | Partido Demócrata                         | 27                               | 0,01                             |                                  |                                                                      |
| Votos positivos                  | Votos positivos                           | 253.015                          | 94,58                            |                                  |                                                                      |
| Votos en blanco                  | Votos en blanco                           | 10.897                           | 4,07                             |                                  |                                                                      |
| Votos nulos                      | Votos nulos                               | 3.607                            | 1,35                             |                                  |                                                                      |
| Participación                    | Participación                             | 267.519                          | 79,83                            |                                  |                                                                      |
| Electores registrados            | Electores registrados                     | 335.116                          | 100                              |                                  |                                                                      |
| 4ª Sección Electoral 5 Diputados |                                           |                                  |                                  |                                  |                                                                      |
| Partido/Alianza                  | Partido/Alianza                           | Votos                            | %                                | Bancas                           | Electos                                                              |
|                                  | Frente para la Victoria                   | 73.411                           | 46,39                            | 3/5                              | - Javier Cofano - Javier Molina - Patricia Gabriela Galván           |
|                                  | Frente Cambia Mendoza                     | 66.883                           | 42,27                            | 2/5                              | - María José Sanz - Norma Pagés                                      |
|                                  | Frente de Izquierda y de los Trabajadores | 7.733                            | 4,89                             |                                  |                                                                      |
| Votos positivos                  | Votos positivos                           | 148.027                          | 93,55                            |                                  |                                                                      |
| Votos en blanco                  | Votos en blanco                           | 8.382                            | 5,30                             |                                  |                                                                      |
| Votos nulos                      | Votos nulos                               | 1.826                            | 1,15                             |                                  |                                                                      |
| Participación                    | Participación                             | 158.235                          | 78,93                            |                                  |                                                                      |
| Electores registrados            | Electores registrados                     | 200.480                          | 100                              |                                  |                                                                      |

### Cámara de Senadores
| ← 2013 · Cámara de Senadores · 2017 → | ← 2013 · Cámara de Senadores · 2017 →     | ← 2013 · Cámara de Senadores · 2017 → | ← 2013 · Cámara de Senadores · 2017 → | ← 2013 · Cámara de Senadores · 2017 → |
| Partido/Alianza                       | Partido/Alianza                           | Votos                                 | %                                     | Bancas                                |
| ------------------------------------- | ----------------------------------------- | ------------------------------------- | ------------------------------------- | ------------------------------------- |
|                                       | Frente Cambia Mendoza                     | 490.428                               | 48,20                                 | 10/19                                 |
|                                       | Frente para la Victoria                   | 414.011                               | 40,69                                 | 8/19                                  |
|                                       | Frente de Izquierda y de los Trabajadores | 112.976                               | 11,10                                 | 1/19                                  |
|                                       | Partido Demócrata                         | 28                                    | 0,00                                  |                                       |
| Votos positivos                       | Votos positivos                           | 1.017.443                             | 94,70                                 |                                       |
| Votos en blanco                       | Votos en blanco                           | 42.915                                | 3,99                                  |                                       |
| Votos nulos                           | Votos nulos                               | 14.033                                | 1,31                                  |                                       |
| Participación                         | Participación                             | 1.074.391                             | 79,41                                 |                                       |
| Electores registrados                 | Electores registrados                     | 1.352.973                             | 100                                   |                                       |
| Fuentes:                              |                                           |                                       |                                       |                                       |

#### Resultados por secciones electorales
| 1ª Sección Electoral 6 Senadores | 1ª Sección Electoral 6 Senadores          | 1ª Sección Electoral 6 Senadores | 1ª Sección Electoral 6 Senadores | 1ª Sección Electoral 6 Senadores | 1ª Sección Electoral 6 Senadores                         |
| Partido/Alianza                  | Partido/Alianza                           | Votos                            | %                                | Bancas                           | Electos                                                  |
| -------------------------------- | ----------------------------------------- | -------------------------------- | -------------------------------- | -------------------------------- | -------------------------------------------------------- |
|                                  | Frente Cambia Mendoza                     | 181.127                          | 46,66                            | 3/6                              | - Marcelo Rubio - Daniela García - Héctor Quevedo        |
|                                  | Frente para la Victoria                   | 138.851                          | 35,77                            | 2/6                              | - Guillermo Amstutz - Luis Eduardo Bohm                  |
|                                  | Frente de Izquierda y de los Trabajadores | 51.043                           | 13,15                            | 1/6                              | - Víctor Hugo da Vila                                    |
| Votos positivos                  | Votos positivos                           | 371.021                          | 95,59                            |                                  |                                                          |
| Votos en blanco                  | Votos en blanco                           | 11.629                           | 3,01                             |                                  |                                                          |
| Votos nulos                      | Votos nulos                               | 5.503                            | 1,40                             |                                  |                                                          |
| Participación                    | Participación                             | 388.153                          | 77,87                            |                                  |                                                          |
| Electores registrados            | Electores registrados                     | 498.467                          | 100                              |                                  |                                                          |
| 2ª Sección Electoral 5 Senadores |                                           |                                  |                                  |                                  |                                                          |
| Partido/Alianza                  | Partido/Alianza                           | Votos                            | %                                | Bancas                           | Electos                                                  |
|                                  | Frente para la Victoria                   | 118.191                          | 45,35                            | 3/5                              | - Mario Oscar Lingua - Juan Antonio Gantus - Ana Sevilla |
|                                  | Frente Cambia Mendoza                     | 101.684                          | 39,04                            | 2/5                              | - José Orts - Marisa Ruggeri                             |
|                                  | Frente de Izquierda y de los Trabajadores | 25.345                           | 9,73                             |                                  |                                                          |
| Votos positivos                  | Votos positivos                           | 245.220                          | 94,14                            |                                  |                                                          |
| Votos en blanco                  | Votos en blanco                           | 12.153                           | 4,67                             |                                  |                                                          |
| Votos nulos                      | Votos nulos                               | 3.111                            | 1,19                             |                                  |                                                          |
| Participación                    | Participación                             | 260.585                          | 81,68                            |                                  |                                                          |
| Electores registrados            | Electores registrados                     | 318.910                          | 100                              |                                  |                                                          |
| 3ª Sección Electoral 4 Senadores |                                           |                                  |                                  |                                  |                                                          |
| Partido/Alianza                  | Partido/Alianza                           | Votos                            | %                                | Bancas                           | Electos                                                  |
|                                  | Frente Cambia Mendoza                     | 140.536                          | 52,53                            | 3/4                              | - Jorge Teves - Mariana Caroglio - Ernesto Mancinelli    |
|                                  | Frente para la Victoria                   | 83.974                           | 31,39                            | 1/4                              | - Patricia Fadel                                         |
|                                  | Frente de Izquierda y de los Trabajadores | 28.819                           | 10,77                            |                                  |                                                          |
|                                  | Partido Demócrata                         | 28                               | 0,00                             |                                  |                                                          |
| Votos positivos                  | Votos positivos                           | 253.357                          | 94,71                            |                                  |                                                          |
| Votos en blanco                  | Votos en blanco                           | 10.568                           | 3,95                             |                                  |                                                          |
| Votos nulos                      | Votos nulos                               | 3.594                            | 1,34                             |                                  |                                                          |
| Participación                    | Participación                             | 267.519                          | 79,83                            |                                  |                                                          |
| Electores registrados            | Electores registrados                     | 335.116                          | 100                              |                                  |                                                          |
| 4ª Sección Electoral 4 Senadores |                                           |                                  |                                  |                                  |                                                          |
| Partido/Alianza                  | Partido/Alianza                           | Votos                            | %                                | Bancas                           | Electos                                                  |
|                                  | Frente para la Victoria                   | 72.995                           | 46,13                            | 2/4                              | - Juan Antonio Agulles - Mauricio Sat                    |
|                                  | Frente Cambia Mendoza                     | 67.081                           | 42,39                            | 2/4                              | - Miguel Bondino - Adrián Reche                          |
|                                  | Frente de Izquierda y de los Trabajadores | 7.769                            | 4,91                             |                                  |                                                          |
| Votos positivos                  | Votos positivos                           | 147.845                          | 93,43                            |                                  |                                                          |
| Votos en blanco                  | Votos en blanco                           | 8.565                            | 5,41                             |                                  |                                                          |
| Votos nulos                      | Votos nulos                               | 1.825                            | 1,16                             |                                  |                                                          |
| Participación                    | Participación                             | 158.235                          | 78,93                            |                                  |                                                          |
| Electores registrados            | Electores registrados                     | 200.480                          | 100                              |                                  |                                                          |